# Kattegræs
Kattegræs er græs, som huskatte kan spise for at holde fordøjelsen i orden og for at få folinsyre. Hvis en kat er meget indendørs og ikke har adgang til kattegræs, vil katten typisk begynde at spise potteplanter. Det bør undgås, da mange almindelige potteplanter er giftige for katte.
I butikker kan man købe frøposer og færdiglavede bakker med kattegræs, der skal tilsættes vand. Disse produkter indeholder byg eller havre.
Stuebambus, som på trods af navnet er en græsart, er den plante, som de fleste katte foretrækker. Man bør have 2 planter, hvoraf den ene skal stå et utilgængeligt sted for katten og få hvile, mens katten spiser af den anden plante.